# David Bard
David Bard (* 1744 im Adams County, Province of Pennsylvania; † 12. März 1815 in Alexandria, Pennsylvania) war ein US-amerikanischer Politiker. Zwischen 1795 und 1815 vertrat er zweimal den Bundesstaat Pennsylvania im US-Repräsentantenhaus.

## Werdegang
David Bard besuchte bis 1773 das Princeton College in New Jersey. Nach einem anschließenden Theologiestudium und seiner Ordination zum Geistlichen begann er in verschiedenen Städten in Virginia und Pennsylvania in diesem Beruf tätig zu werden. Seit den 1790er Jahren wurde er auch politisch aktiv. Er wurde Mitglied der Ende des Jahrzehnts von Thomas Jefferson gegründeten Demokratisch-Republikanischen Partei.
Bei den Kongresswahlen des Jahres 1794 wurde Bard im zehnten Wahlbezirk von Pennsylvania in das damals noch in Philadelphia tagende US-Repräsentantenhaus gewählt. Nach einer Wiederwahl konnte er vom 4. März 1795 bis zum 3. März 1799 zunächst zwei Legislaturperioden im Kongress absolvieren. Bei den Wahlen des Jahres 1802 wurde er erneut im vierten Distrikt seines Staates in den inzwischen nach Washington, D.C. umgezogenen Kongress gewählt. Nach sechs Wiederwahlen konnte er sein Mandat bis zu seinem Tod am 12. März 1815 ausüben. Seit 1813 vertrat er dort den neunten Bezirk seines Staates. Während dieser Zeit wurde im Jahr 1803 durch den von Präsident Jefferson getätigten Louisiana Purchase das Staatsgebiet der Vereinigten Staaten beträchtlich erweitert. Im Jahr 1804 wurde der zwölfte Verfassungszusatz ratifiziert. Seit 1812 prägte der Britisch-Amerikanische Krieg auch die Arbeit des Kongresses, dessen Amtsgebäude in Washington im Verlauf des Krieges von den Briten niedergebrannt wurde.